# Niepoczołowski
Niepoczołowski (Niepoczolowski, Witk odmienny) – herb szlachecki, używany przez rodzinę osiadłą na Kaszubach. Herb własny rodziny Niepoczołowskich. Według Przemysława Pragerta odmiana herbu Witk.

## Opis herbu
Opis z wykorzystaniem klasycznych zasad blazonowania:
Niepoczołowski: W polu błękitnym trzy lilie srebrne, jedna nad dwiema. Klejnot: nad hełmem w koronie samo godło. Labry błękitne, podbite srebrem.

## Najwcześniejsze wzmianki
Wizerunek herbu znany jest z prac Emiliana Szeliga-Żernickiego (Der Polnische Adel, 1900, Die polnischen Stammwappen, 1904), który stworzył go na podstawie materiałów z 1818 roku z Archiwum w Królewcu.

## Rodzina Niepoczołowskich
Kaszubska rodzina szlachecka biorąca swoje nazwisko od wsi Niepoczołowice w dawnym powiecie mirachowskim. W roku 1368 wieś ta została sprzedana sześciu rycerzom o imionach Niepoczał, Jarogniew, Michał, Piotr, Marcin i Mikołaj. Wieś stała się w tym momencie typową wsią drobnoszlachecką, z wieloma właścicielami, podzielona na działy. Wśród właścicieli Niepoczołowic od XVII wieku wymieniane są przy nazwisku Niepoczołowski rozmaite przydomki, które są zapewne pierwotnymi nazwiskami rodowymi. Omawiany tu herb przynależał do Niepoczołowskich o przydomku Witk. Witków wymienia się tutaj po raz pierwszy w 1662 roku.

## Herbowni
Niepoczołowski (Niepoczolowski, Niepoczolowsky, błędnie Niepocztowski) z przydomkiem Witk. Rodzina ta mogła także posługiwać się którymś z herbów Witków (Witk, Witk II, Witk III, Witk IV, Witk V).
Rodziny Niepoczołowskich z innymi przydomkami używały zapewne innych herbów (Bronk, Domaros, Kos, Borski).